# Evoluce koně

Tento obrázek ukazuje reprezentativní sekvenci, ale neměl by být vykládán jako "přímá" evoluce koně. Rekonstrukce, kostra levého přednoží a podélný řez stoličkami vybraných pravěkých koní.

Evoluce koně, savce z čeledi koňovitých, se odehrála v geologickém časovém měřítku 50 milionů let a přeměnila malého Eohippa, který dosahoval velikosti psa a žil v lese, v moderního koně. Paleozoologům se podařilo dát dohromady úplnější fylogenetickou vývojovou větev moderního koně než u kteréhokoliv jiného zvířete. Velká část této evoluce se odehrála v Severní Americe, kde koně vznikli, ale vyhynuli asi před 10000 lety, než sem byli opět přivezeni v 15. století.
Kůň patří do řádu lichokopytníků (Perissodactyla), jehož zástupci mají všichni poslední články prstů chráněny rohovitým kopytem s lichým počtem prstů na každé noze. Dalšími znaky jsou pohyblivé horní pysky a podobná stavba zubů. To znamená, že koně sdílejí společný původ s čeledí tapírovití (Tapiridae) a čeledí nosorožcovití (Rhinocerotidae). Lichokopytníci se objevili v pozdním paleocénu, méně než 10 milionů let po velkém vymírání na konci křídy. Zdá se, že tato skupina zvířat byla původně specializovaná na život v tropických pralesích, ale zatímco tapíři a do určité míry i nosorožci si zachovali svou specializaci na džungli, moderní koně jsou přizpůsobeni životu v klimatických podmínkách stepí, které jsou sušší a mnohem drsnější než lesy nebo džungle. Jiné druhy rodu Equus jsou přizpůsobeny různým přechodným podmínkám.
Nejčasnější předchůdci moderního koně chodili na několika roztažených prstech, což vyžadovalo pro chůzi měkkou, vlhkou půdu typickou pro pralesy. Jak se začaly objevovat a rozšiřovat trávy z čeledi lipnicovité, začali se i koňovití specializovat místo listů na trávy bohaté na silikáty. Ve stejné době, kdy se začaly objevovat stepi, selekce podporovala zvýšení rychlosti, aby mohli unikat predátorům. Této schopnosti bylo dosaženo prodloužením končetin a zvednutím některých prstů ze země tak, že váha těla byla postupně přemístěna na jeden z nejdelších prstů, a to na ten třetí.

## Dějiny výzkumu

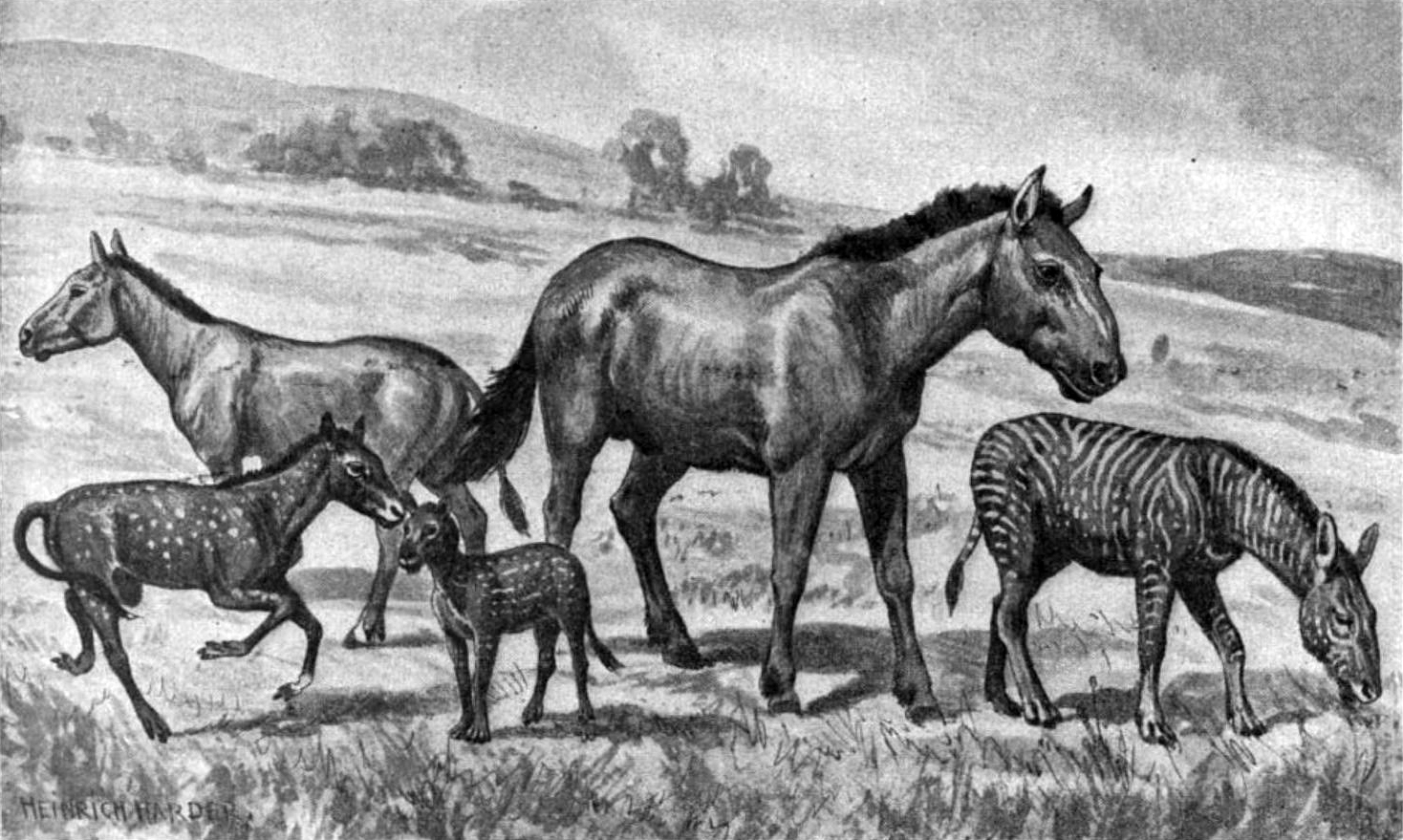
Vyhynulí koňovití (zleva doprava): Mesohippus, Neohipparion, Eohippus, Equus scotti a Hypohippus

Divocí koně jsou známí od pravěku a obývali území od střední Asie po Evropu. Domestikovaní koně a jiní koňovití byli rozšířeni ve Starém světě, ale v Novém světě nebyli nalezeny žádné důkazy o domestikaci koně nebo jiného zástupce koňovitých až do příchodu evropských průzkumníků. Když španělští kolonisté v roce 1493 přivezli z Evropy koně, uprchlí koně rychle založili velká divoká stáda. V 60. letech 18. století přírodovědec Georges Louis Leclerc de Buffon navrhl, že se jednalo o důkaz o podřadnosti fauny Nového světa, ale později tuto myšlenku přehodnotil. Expedice Williama Clarka v roce 1807 do Big Bone Lick objevila kosti nohou a chodidel koní, které byly zahrnuty mezi další fosilie zaslané Thomasi Jeffersonovi a vyhodnocené anatomem Casparem Wistarem, ale žádný z nich nedocenil význam tohoto nálezu.
První fosilie koňovitých ze Starého světa byla nalezena v sádrovcových lomech na Montmartru v Paříži ve 20. letech 19. století. Zub byl poslán na pařížskou konzervatoř, kde byl identifikován Georgesem Cuvierem, který jej připsal druhu příbuznému tapírovi. Jeho nákres celého zvířete odpovídal pozdějším kostrám nalezeným na stejném místě.
Během průzkumné expedice HMS Beagle měl mladý přírodovědec Charles Darwin pozoruhodný úspěch s nálezy zkamenělin v Patagonii. Dne 10. října 1833 byl v Santa Fe v Argentine "plný úžasu", když našel koňský zub ve stejné vrstvě jako se nacházeli fosilní obří pásovci. Uvažoval, zda nemohl být zub smyt do této vrstvy z vrstvy novější, ale dospěl k závěru, že to "není příliš pravděpodobné". Po návratu expedice v roce 1836 anatom Richard Owen potvrdil, že zub pochází z vyhynulého druhu, který následně pojmenoval Equus curvidens.
V roce 1848 studie O fosilních koních Ameriky od Josepha Leidyho systematicky zkoumala zkameněliny pleistocenních koní z různých sbírek, včetně sbírek Akademie přírodních věd, a dospěla k závěru, že v Severní Americe existovaly nejméně dva staré druhy koní, a to E. curvidens a další, který dostal název Equus americanus. O deset let později však Leidy zjistil, že druhé jméno již bylo použito v jiném případě a přejmenoval jej na Equus complicatus. Ve stejném roce navštívil Evropu a Owen ho představil Darwinovi.

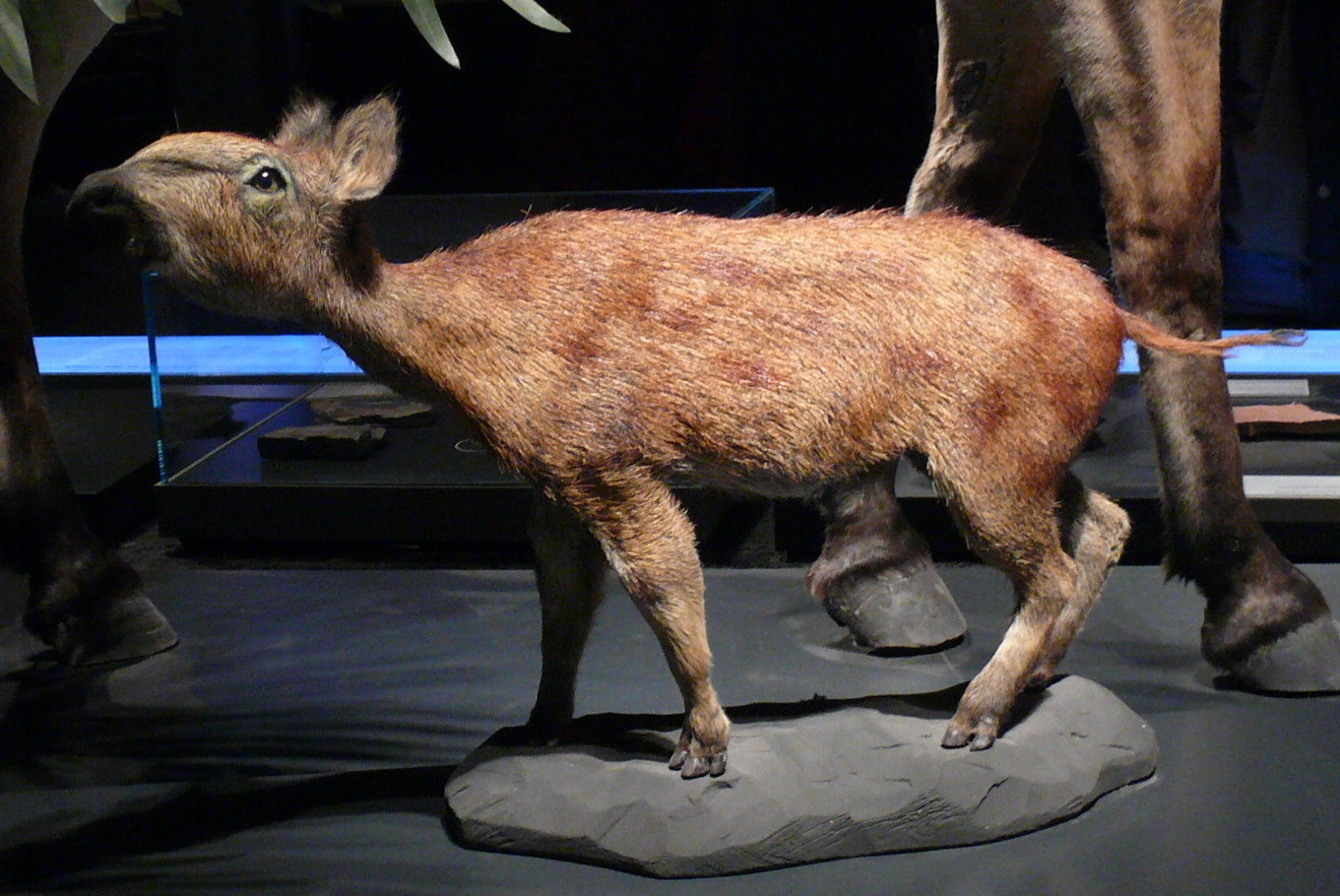
Eurohippus parvulus, rekonstrukce

Původní sekvence druhů, o kterých se věřilo, že se vyvinuly v koně, byla založena na fosiliích objevených v Severní Americe v roce 1879 paleontologem Othnielem Charlesem Marshem. Vývojová větev od rodu Eohippus po moderního koně rodu Equus byla zpopularizována Thomasem Huxleym a stala se jedním z nejznámějších příkladů jasné evoluční progrese. Evoluční linie koně se stala běžnou součástí učebnic biologie a vývojová větev byla sestavena Americkým přírodovědným muzeum do exponátu, který zdůrazňoval postupnou, "přímou" evoluci koně.
Od té doby, jak se počet koňovitých fosilií zvyšoval, bylo zjištěno, že skutečný evoluční vývoj od Eohippa k modernímu koni je mnohem složitější a rozvětvenější, než se původně předpokládalo. Rovný, přímý postup od prvního k druhému byl nahrazen propracovanějším modelem s četnými větvemi v různých směrech, z nichž moderní kůň je pouze jedním z mnoha. George Gaylord Simpson v roce 1951 poprvé rozpoznal, že moderní kůň není "cílem" celé linie koňovitých, ale je prostě jediným rodem z mnoha koňských linií, který přežil.
Podrobné fosilní informace o distribuci a rychlosti změny nových druhů koňovitých také odhalily, že postup mezi druhy nebyl tak hladký a konzistentní, jak se kdysi věřilo. Ačkoli některé přechody, jako je přechod od rodu Dinohippus k rodu Equus byly skutečně postupné, řada dalších, jako přechod od rodu Epihippus k rodu Mesohippus, byla v geologickém čase relativně náhlá a probíhala pouze několik milionů let. Proběhla jak anageneze (postupná změna frekvence genů celé populace), tak kladogeneze (populace se "rozdělila" do dvou odlišných evolučních větví) a mnoho druhů v různých dobách koexistovalo s druhy patřícími k jejich "předkům". Změna vlastností koňovitých také nebyla vždy v "přímé linii", některé vlastnosti se v různých bodech evoluce nových koňovitých obrátily, jako je velikost a přítomnost obličejových jamek, a pouze zpětně lze rozpoznat určité evoluční trendy.

## Evoluce

### Situace před vznikem lichokopytníků

#### Phenacodontidae

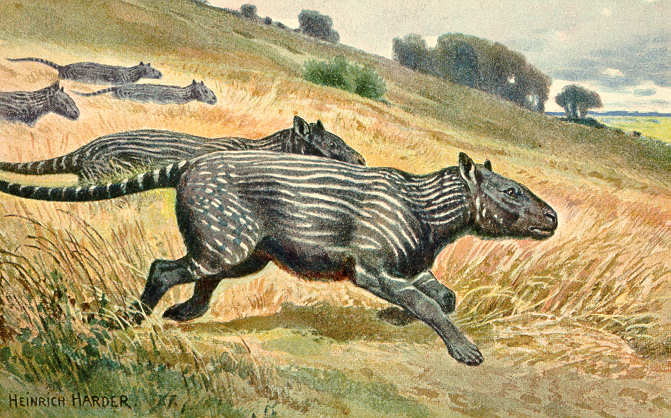
Phenacodus, rekonstrukce

Phenacodontidae je vyhynulá čeleď velkých býložravých savců, kteří se tradičně řadí do taxonu Condylarthra, jenž však možná ve skutečnosti představuje rané vývojové stádium lichokopytníků. Do této čeledi patřily rody Almogaver, Copecion, Ectocion, Eodesmatodon, Meniscotheriium, Ordathspidotherium, Phenacodus a Pleuraspidotherium. Čeleď existovala v Evropě od raného paleocénu do středního eocénu. Zástupci této čeledi dosahovali asi velikosti ovce. Jejich ocasy tvořily o něco méně než polovinu délky jejich těla a na rozdíl od jejich předků měli dobré běžecké schopnosti.

### Eocén a oligocén

#### Eohippus

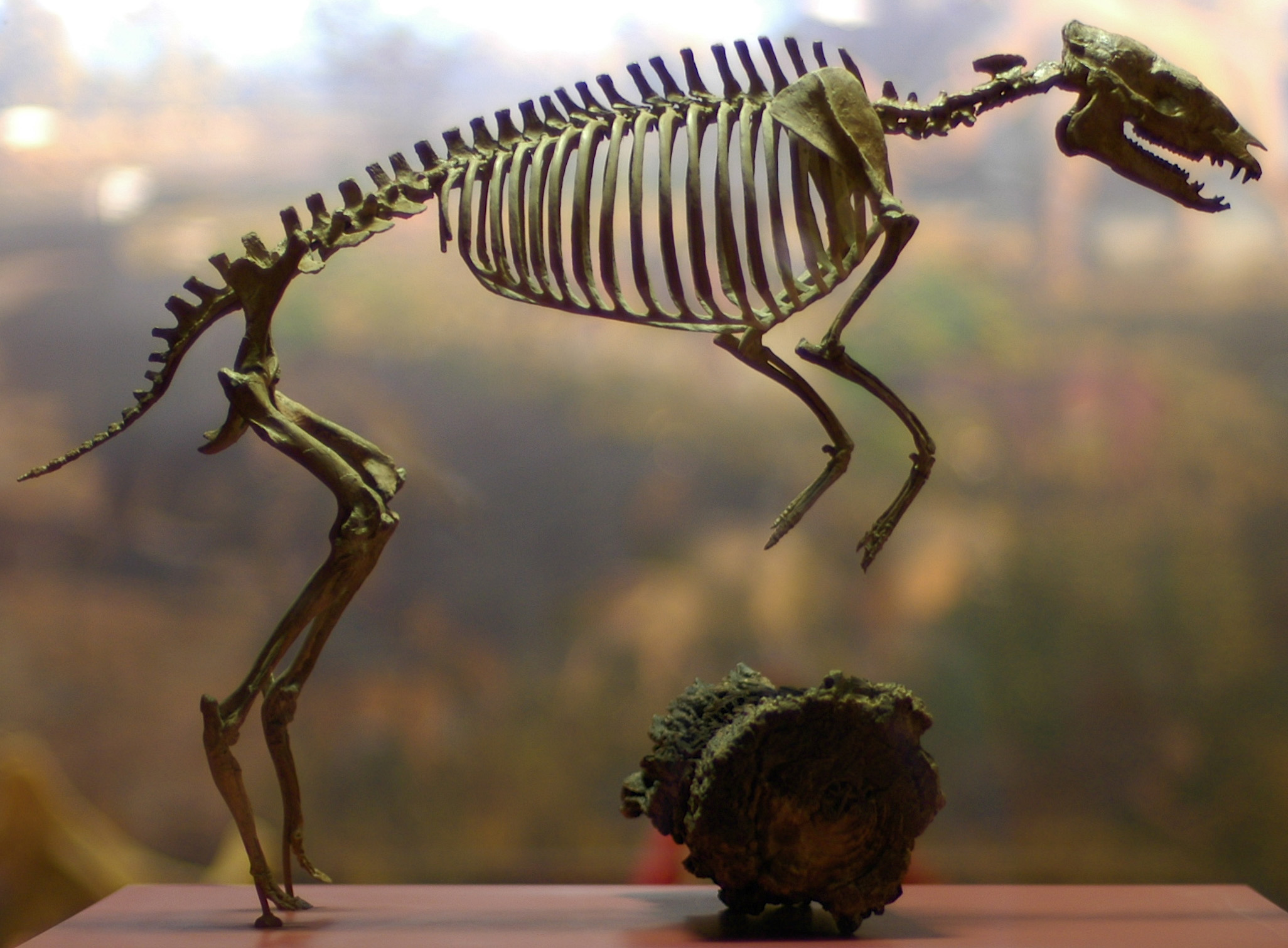
Eohippus angustidens (dříve Hyracotherium vasacciensis)

Eohippus se objevil v ypresu (v raném eocénu) před asi 52 miliony let. Eohippus dosahoval přibližně velikosti lišky (výška 25 až 45 cm). Měl krátkou hlavu a krk a pružný, klenutý hřbet. Měl 44 zubů s nízkou korunkou v typickém uspořádání pro všežravé savce: tři řezáky, jeden špičák, čtyři třenové zuby a tři stoličky na každé straně čelisti. Jeho stoličky byly nerovnoměrné a hrbolaté a používal je především při spásání listů. Hroty stoliček byly mírně spojeny v nízkých hřebíncích. Eohippus se živil měkkým listím a ovocem. Pravděpodobně pobíhal mezi houštinami podobně jako moderní muntžak (Muntiacus). Měl malý mozek se zvláště malými čelními laloky.
Jeho končetiny byly vzhledem k tělu dlouhé, což již naznačovalo počátky adaptace na běh. Všechny hlavní kosti nohou však nebyly srostlé, takže nohy byly pružné a otočné. Jeho zápěstí a hlezna byly nízko u země. Na předních končetinách bylo pět prstů, z nichž čtyři byly vybaveny malými protokopyty. Velký pátý "palec" byl nad zemí. Na zadních končetinách byla na třech z pěti prstů malá kopyta, zatímco rudimenty prvního a pátého prstu se nedotýkaly země.
Eohippus vzkvétal po dobu asi 20 milionů let pouze s několika významnými evolučními změnami. Nejvýznamnější z nich byly zuby, které se začaly přizpůsobovat měnící se stravě, protože tato raná forma koňovitých přešla od smíšené stravy s ovocem a listím na spásání porostu. Během eocénu se druh Eohippus (s největší pravděpodobností Eohippus angustidens) rozvětvil do různých nových typů koňovitých. Tisíce kompletních, zkamenělých koster těchto zvířat byly nalezeny v eocenních vrstvách v Severní Americe, hlavně v povodí řeky Wind ve Wyomingu. Podobné fosilie byly objeveny také v Evropě. Jednalo se například o rod Propalaeotherium, který však není považován za předka moderního koně.

#### Orohippus

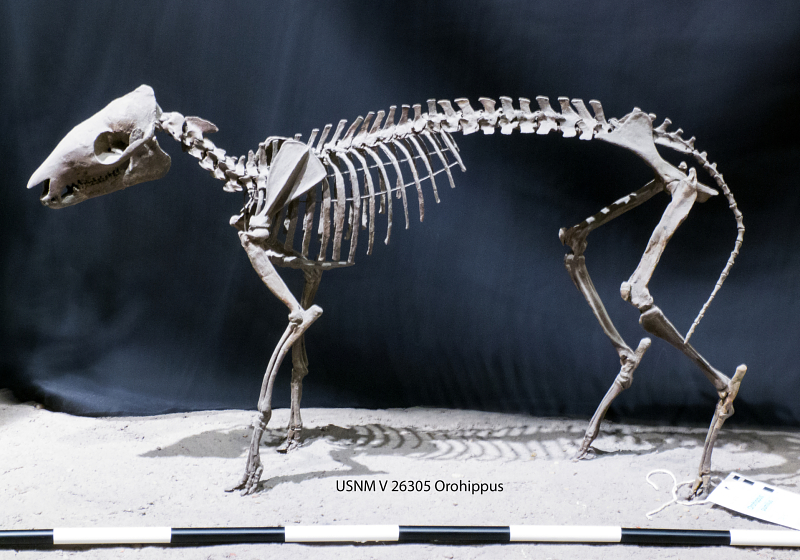
Orohippus pumillus

Přibližně před 50 miliony let, v raném až středním eocénu, Eohippus plynule přešel v rod Orohippus a to prostřednictvím postupné řady změn. Ačkoliv jeho jméno znamená horský kůň, Orohippus nebyl skutečným koněm a nežil v horách. Velikostí připomínal Eohippa, ale měl štíhlejší tělo, protáhlou hlavu, štíhlejší přední končetiny a delší zadní končetiny, což jsou všechno vlastnosti dobrého skokana. Ačkoli Orohippus ještě neměl klasické kopyto, rudimenty vnějších prstů již nebyly přítomné. Na předních končetinách měl čtyři a na zadních tři prsty.
Největší rozdíl mezi rodem Eohippus a rodem Orohippus byl v zubech. U Orohippa byl první třenový zub zakrnělý a poslední třenový zub se tvarem a funkcí přeměnil ve stoličku. Hřebeny na zubech se staly výraznějšími. Oba tyto faktory zvýšili schopnost zubů drtit potravu. Tato změna naznačuje selekci kvůli zvýšené odolnosti rostlinné stravy.

#### Epihippus

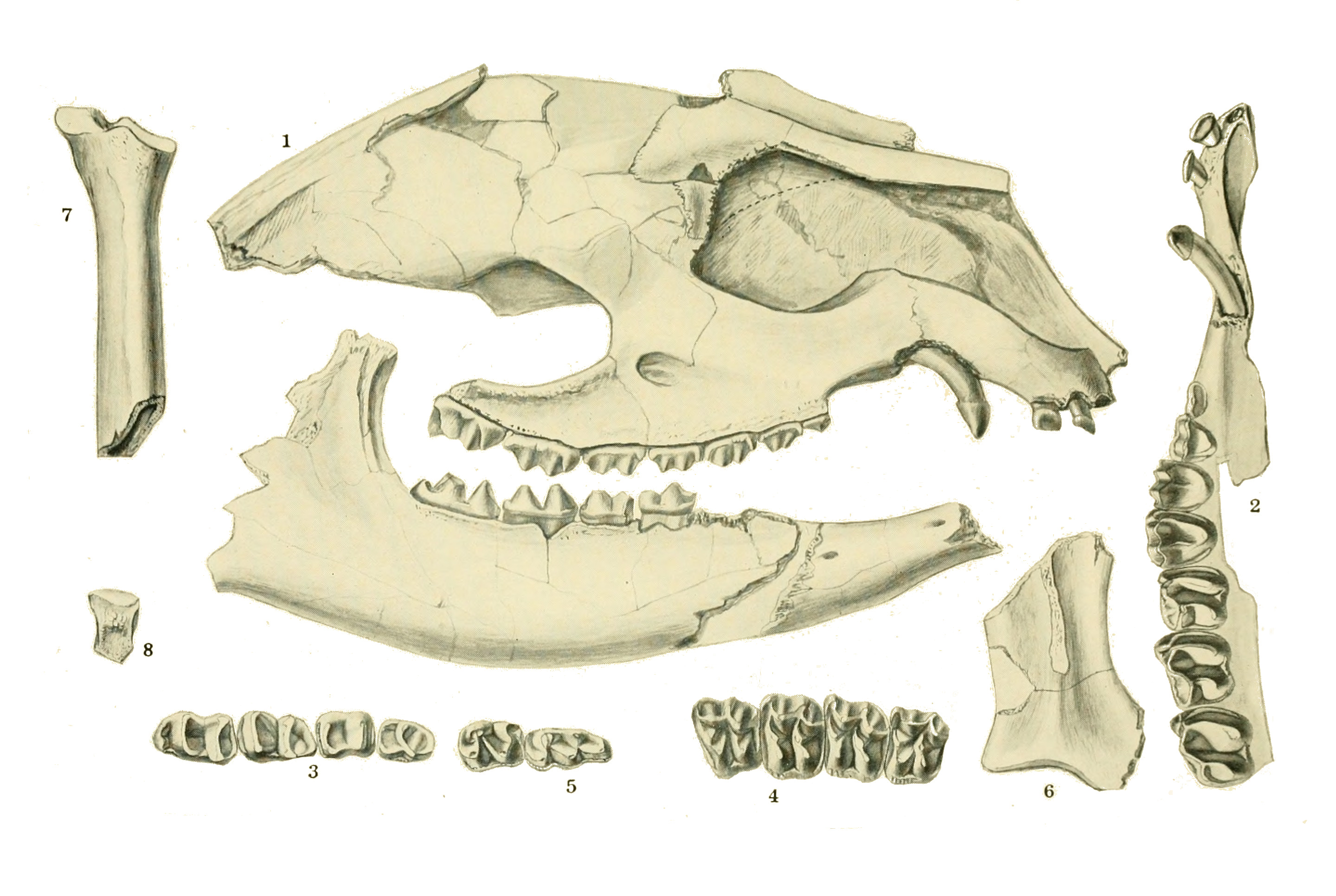
Epihippus gracilis

V polovině eocénu, přibližně před 47 miliony let, se z rodu Orohippus vyvinul rod Epihippus. I zde pokračoval vývojový trend ke stále účinnějším zubům uzpůsobeným k drcení potravy. Epihippus měl pět žvýkacích stoliček s nízkými korunkami s dobře vyvinutými hřebeny. Pozdní druh, někdy označovaný jako Duchesnehippus intermedius, měl zuby podobné oligocenním koňovitým, i když o něco méně vyvinuté. Zda byl Duchesnehippus podrodem rodu Epihippus, nebo samostatným rodem je předmětem sporů. Epihippus měřil na výšku přibližně 60 cm.

#### Mesohippus

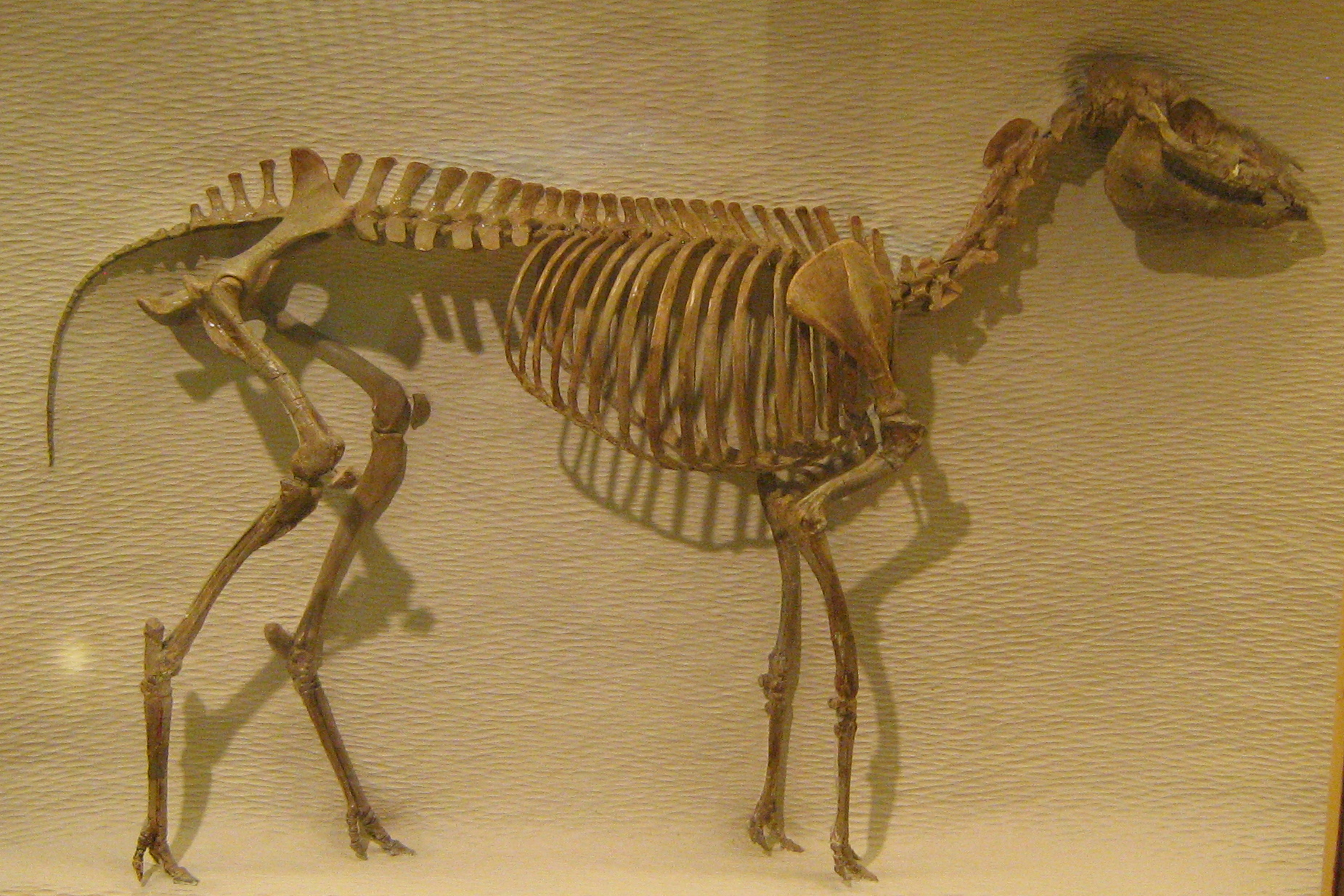
Mesohippus barbouri

Před 37 až 32 miliony let, v raném oligocénu, žil Mesohippus. V raném oligocénu byl Mesohippus jedním z nejrozšířenějších savců v Severní Americe. Chodil po třech prstech na přední i zadní končetině. První a pátý prst u něj zůstal zachován, ale prsty byly malé a nepoužíval je při chůzi. Třetí prst na noze byl silnější než dva vnější, a tím pádem i těžší. Podle delších a štíhlejší končetin se dá usuzovat, že Mesohippus byl schopný rychlého pohybu.
Mesohippus byl o něco větší než Epihippus, dosahoval výšky v kohoutku přibližně 61 cm. Jeho hřbet byl méně klenutý a jeho hlava, čenich a krk byly delší. Měl výrazně větší mozkové hemisféry. Na lebce měl malou, mělkou prohlubeň zvanou fossa, která je přítomna i u moderních koní. Jeho zuby byly ještě lépe přizpůsobeny k drcení tvrdé vegetace.

#### Miohippus

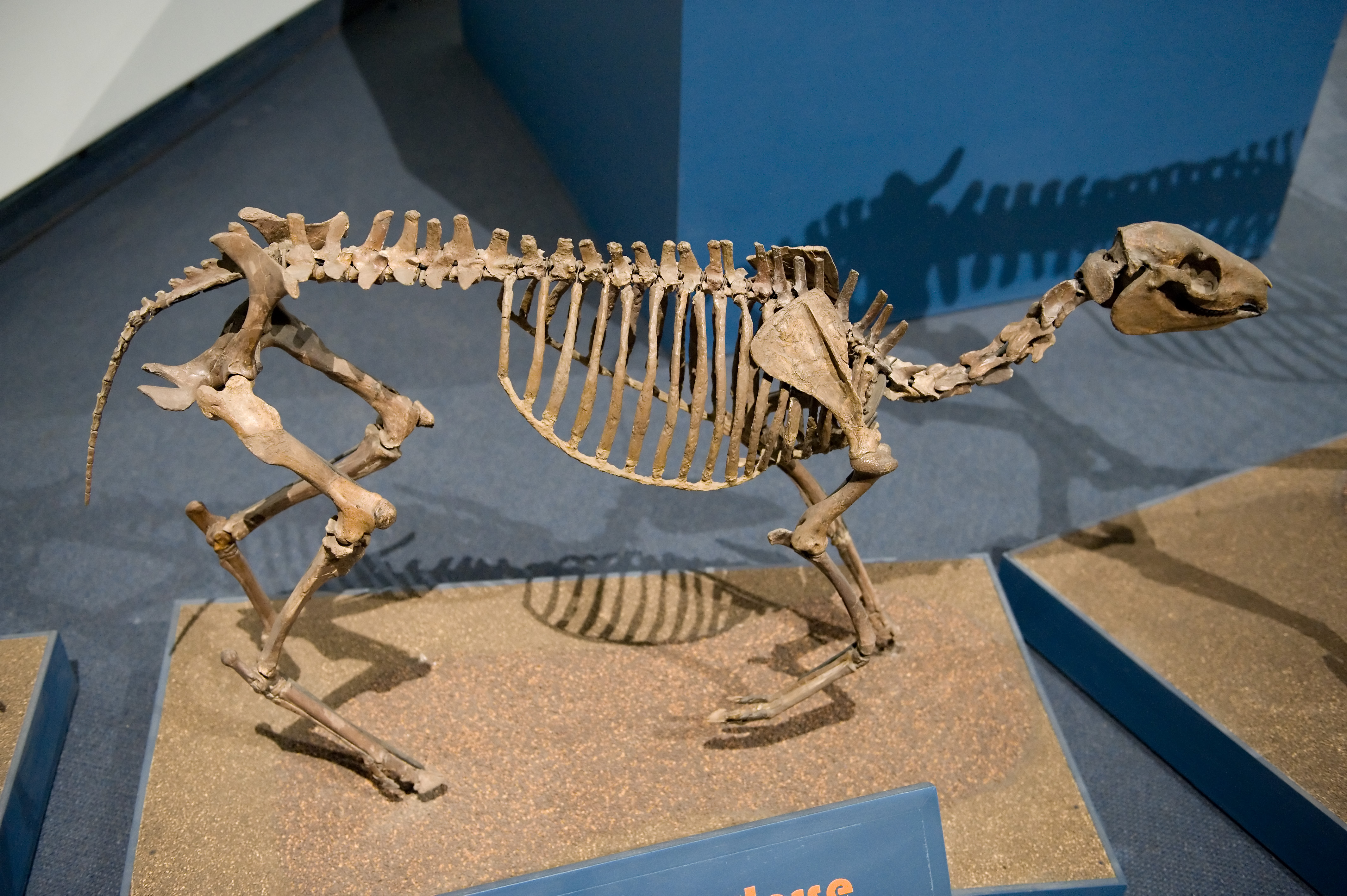
Miohippus

Asi před 36 miliony let, brzy po vývoji rodu Mesohippus, se objevil také Miohippus, neboli menší kůň. Nejčastějším druhem tohoto rodu byl Miohippus assiniboiensis. Stejně jako u rodu Mesohippus byl výskyt rodu Miohippus relativně náhlý, ačkoli bylo nalezeno několik přechodných fosilií spojujících oba rody. Původně se věřilo, že se Mesohippus anageneticky vyvinul z rodu Miohippus postupnou sérií progresí, ale novější důkazy ukázaly, že jeho evoluce byla kladogenetická, tedy že se populace rodu Miohippus oddělila od hlavního rodu Mesohippus, koexistovala s ním asi 4 miliony let a pak postupem času Mesohippa nahradila.
Miohippus byl výrazně větší než jeho předchůdci a jeho kotníkové klouby se změnily. Jeho obličejová fossa byla větší a hlubší a také začal vykazovat proměnlivý hřeben v horních lícních zubech, což je rys, který se stal pro koňské zuby charakteristickým. Miohippus zahájil nové velké období diverzifikace koňovitých.

### Miocén a pliocén

#### Kalobatippus

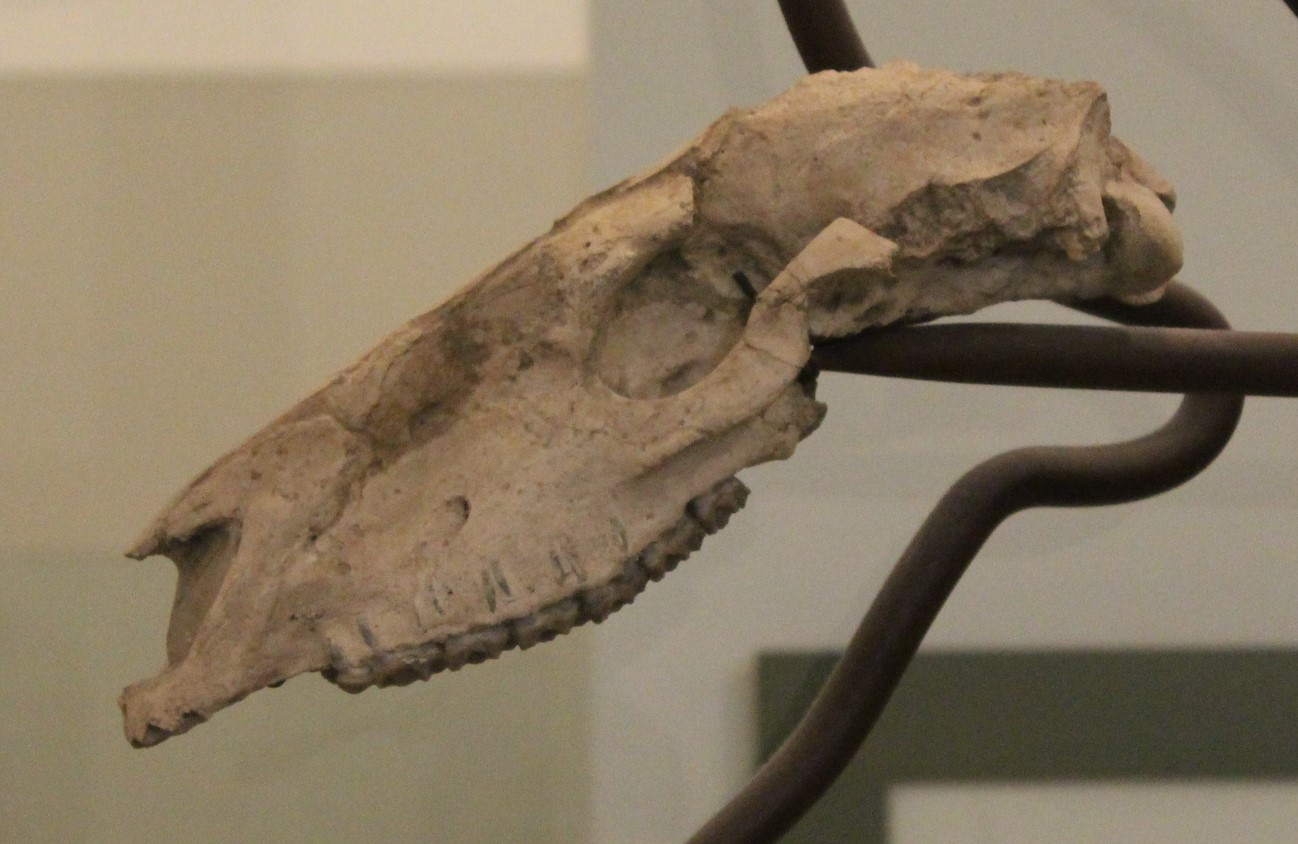
Kalobatippus agatensis

Kalobatippus, byl rod z čeledi koňovitých, který byl přizpůsoben životu v lese. Jeho druhý a čtvrtý prst na přední končetině byly dlouhé a dobře se hodily k chůzi po měkké lesní půdě. Kalobatippus pravděpodobně dal vzniknout rodu Anchitherium, který se přes pozemní most v Beringově průlivu dostal do Asie a odtud do Evropy. Z něho se jak v Severní Americe tak Eurasii vyvinuly rody s větším tělem. V Eurasii se jednalo o rod Sinohippus a v Severní Americe o rody Hypohippus a Megahippus. Hypohippus vyhynul koncem miocénu.

#### Parahippus
Předpokládá se, že populace rodu Miohippus, která zůstala na stepích, je předkem rodu Parahippus. Parahippus žil v Severní Americe a dosahoval velikosti malého poníka. Měl prodlouženou lebku a strukturu obličejové části hlavy podobnou modernímu koni. Jeho třetí prst byl silnější a větší a nesl hlavní váhu těla. Jeho čtyři třenové zuby se podobaly stoličkám. Řezáky, stejně jako u jeho předků, měly korunky.

#### Merychippus

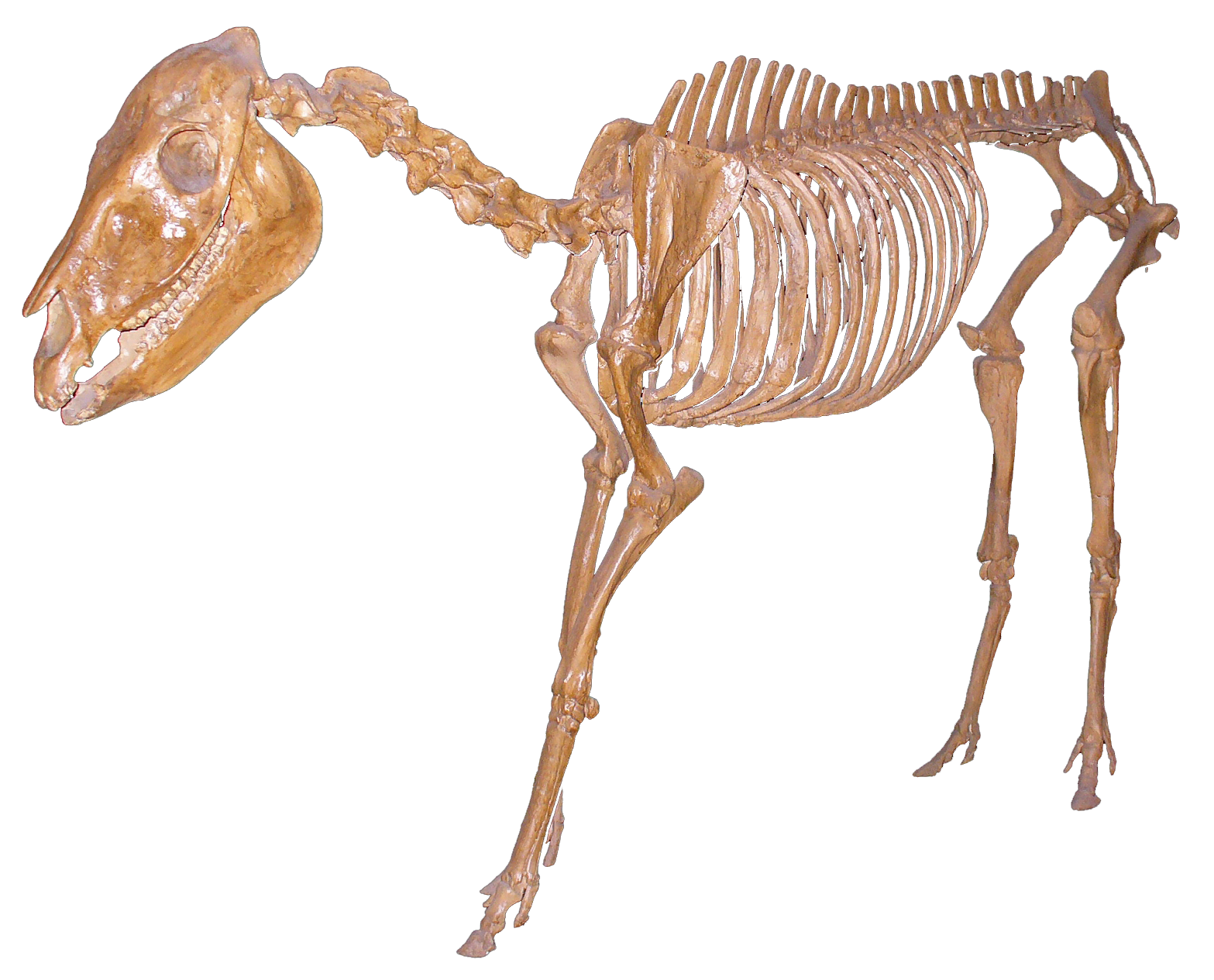
Merychippus

Uprostřed miocénu se dařilo rodu Merychippus, který obýval travnaté porosty. Měl širší stoličky než jeho předchůdci. Tyto stoličky pravděpodobně sloužily k drcení tvrdých trav stepí. Zadní nohy, které byly relativně krátké, měly boční prsty opatřené malými kopyty, ale pravděpodobně se země dotýkaly pouze při běhu. Z rodu Merychippus vzniklo nejméně devatenáct dalších rodů obývajících travnaté porosty.

#### Hipparion

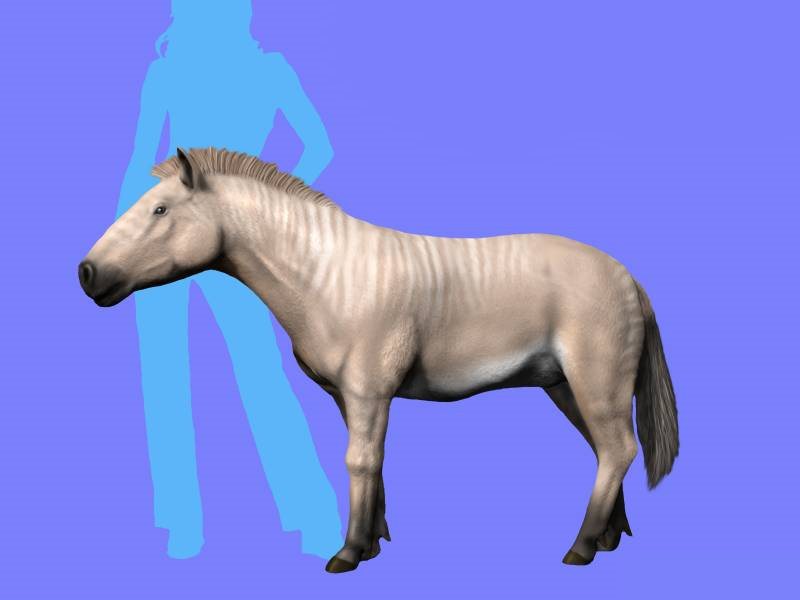
Hipparion forcei, rekonstrukce

Vědci předpokládají, že z rodu Merychippus pocházejí tři linie koňovitých: Hipparion, Protohippus a Pliohippus. Z těchto tří se od původního druhu nejvíce lišil Hipparion, a to zejména strukturou zubní skloviny. Ve srovnání s ostatními koňovitými byl na vnitřní (jazykové) straně zcela oddělený vyvýšený lem. Hipparion dorůstal velikosti malého poníka. Byl velmi štíhlý, podobal se antilopám, a byl přizpůsoben životu na suchých prériích. Na štíhlých končetinách měl tři prsty opatřené malými kopyty, ale boční prsty se země nedotýkaly.
V Severní Americe se Hipparion a jeho příbuzní, jako byl Cormohipparion, Nannippus, Neohipparion a Pseudhipparion, rozdělili do mnoha rodů koňovitých, z nichž alespoň jednomu se v miocénu podařilo dostat do Asie a poté dále do Evropy. Evropský Hipparion byl menší. Nejznámější objev jeho fosilií v Evropě byl učiněn nedaleko Athén v Řecku.

#### Pliohippus
Pliohippus vznikl z rodu Callippus ve středním miocénu, před asi 12 miliony let. Vzhledově se velmi podobal rodu Equus, ačkoli měl dva dlouhé prsty navíc na obou stranách kopyta, zvenčí sotva viditelné jako mozolnaté pahýly. Dlouhé a štíhlé končetiny svědčí o tom, že se jednalo o rychlé stepní zvíře.
Po určitou dobu byl Pliohippus považován za předka moderních koní kvůli jejich mnoha anatomickým podobnostem. Ačkoli byl Pliohippus jasně blízkým příbuzným rodu Equus, jeho lebka měla hluboké obličejové jamky, zatímco Equus žádné jamky nemá. Navíc měl Pliohippus silně zakřivené zuby, na rozdíl od velmi rovných zubů moderních koní. V důsledku toho je nepravděpodobné, že by byl předkem moderního koně. Pravděpodobnějším kandidátem je Astrohippus.

#### Dinohippus
Dinohippus byl nejběžnějším druhem koňovitých v Severní Americe během pozdního pliocénu. Původně se předpokládalo, že byl jednoprstý, ale fosilní nález z Nebrasky z roku 1981 ukázal, že někteří jedinci byli tříprstí.

#### Plesippus
Plesippus je často považován za mezistupeň mezi rodem Dinohippus a moderními koňmi rodu Equus.
Slavné fosilie nalezené poblíž Hagermanu v Idahu byly původně přisuzovány rodu Plesippus. Hagermanova fosilní ložiska jsou naleziště z pliocénu, datované do doby před přibližně 3,5 miliony let. Zkamenělé pozůstatky byly původně nazývány Plesippus shoshonensis, ale další studie paleontologů určily, že patří nejstarším zástupcům rodu Equus. Jejich odhadovaná průměrná hmotnost byla 425 kg, což zhruba odpovídá arabskému plnokrevníkovi.
Na konci pliocénu se klima v Severní Americe začalo výrazně ochlazovat a většina zvířat byla nucena přesunout se na jih. Jedna populace rodu Plesippus se přesunula přes Beringovu úžinu do Eurasie asi před 2,5 miliony let.

## Moderní koně

### Equus
Rod Equus, který zahrnuje všechny existující koňovité, se pravděpodobně vyvinul z rodu Dinohippus přes přechodnou formu Plesippus. Jedním z nejstarších druhů je Equus simplicidens, který je popisován jako zebra s hlavou ve tvaru osla. Nejstarší objevená fosilie je stará přibližně 3,5 milionu let a byla objevena v Idahu. Zdá se, že se tento druh rychle rozšířil do Starého světa, přičemž podobně starý Equus livenzovensis byl doložen v západní Evropě a v Rusku.
Molekulární fylogeneze naznačuje, že poslední společný předek všech moderních koní (zástupců rodu Equus) žil před přibližně 5,6 miliony let. Přímé paleogenomické sekvenování 700 tisíc let staré metapodiální kosti koně ze středního pleistocénu z Kanady naznačuje existenci nejbližšího společného předka před 4 až 4,5 miliony lety. Nejstaršími divergencemi jsou asijští divocí příbuzní koní (podrod E. (Asinus), osel, včetně kulana, osla asijského a kianga), následované africkými zebrami (podrody E. (Dolichohippus) a E. (Hippotigris)). Všechny ostatní formy, včetně domestikovaného koně (a mnoha fosilních pliocenních a pleistocenních forem) patří do podrodu E. (Equus), který se oddělil přibližně před 4,8 miliony let.
Fosilie koní z pleistocénu byly přiřazeny k mnoha druhům, přičemž pouze z pleistocénu Severní Ameriky bylo popsáno více než 50 druhů koňovitých, ačkoliv taxonomická platnost většiny z nich byla zpochybněna. Genetické práce na fosiliích přinesly důkazy pouze o třech geneticky odlišných liniích koňovitých žijících v pleistocenní Severní a Jižní Americe. Tyto výsledky naznačují, že všechny severoamerické fosilie koní kabalového typu (mezi které patří i domestikovaný kůň a kůň Převalského z Evropy a Asie), stejně jako jihoamerické fosilie tradičně řazené do podrodu E. (Amerhippus), patří ke stejnému druhu, Equus ferus. Pozůstatky připisované různým druhům a zařazované do kategorie koní s chůdovitými končetinami z Nového světa, včetně Haringtonhippus, Equus tau, Equus quinni a potencionálně severoamerických pleistocenních fosilií, pravděpodobně všechny patří k severoamerickému endemickému druhu, který je navzdory lehké podobnosti se zástupci podrodu E. (Asinus), proto je také někdy označován jako severoamerický osel, blízce příbuzný s E. ferus. Časová a regionální variabilita velikosti těla a morfologických znaků v rámci každé linie naznačuje mimořádnou vnitrodruhovou plasticitu. Takové adaptivní změny podmíněné prostředím by vysvětlovaly, proč byla taxonomická rozmanitost pleistocenních koňovitých nadhodnocena z morfoanatomických důvodů.
Podle dostupných výsledků se zdá, že se rod Equus vyvinul z předka podobného rodu Dinohippus před přibližně 4 až 7 miliony let. Rychle se rozšířil do Starého světa a tam se diverzifikoval do různých druhů oslů a zeber. Severoamerická linie poddruhu E. (Equus) se vyvinula v rod Haringtonhippus. Následně se populace tohoto druhu dostaly do Jižní Ameriky v rámci velké americké výměny krátce po vzniku Panamské šíje a před 2,5 milion let se vyvinuly do formy, která se označuje jako Hippidion. Hippidion je tedy jen vzdáleně příbuzný morfologicky podobnému rodu Pliohippus, který pravděpodobně vyhynul během miocénu. Jak Haringtonhippus, tak Hippidion, vykazují adaptace na suchou, neúrodnou půdu, zatímco zkrácené nohy v případě rodu Hippidon mohly být reakcí na svažitý terén. Naproti tomu geografický původ blízce příbuzného moderního E. ferus není objasněn. Genetické výsledky na existujícím a fosilním materiálu z pleistocénu však naznačují existenci dvou subtypů, potenciálně poddruhů, z nichž jeden měl holarktický výskyt od Evropy přes Asii do Severní Ameriky a stal se základním kamenem moderního domestikovaného koně. Druhá populace byla pravděpodobně omezena pouze na Severní Ameriku. Jedna nebo více severoamerických populací E. ferus se však před 1 až 1,5 miliony let dostaly do Jižní Ameriky, což vedlo ke vzniku forem známým jako E. (Amerhippus), které představují vyhynulou geografickou variantu E. ferus.

### Sekvenování genomu
Rané studie sekvence DNA odhalily několik genetických charakteristik koně Převalského, které se liší od moderních domestikovaných koní, což naznačuje, že ani jeden z nich není předkem toho druhého, a podporuje tak názor, že kůň Převalského je pozůstatek divoké populace, ze které domestikovaní koně nevznikli. Evoluční divergence obou populací byla odhadována na dobu přibližně 45 tisíc let před současností. Podle archeologických nálezů však k první domestikaci koně došlo přibližně před 5500 lety u botajské kultury. Tyto dvě linie se tak rozdělily dlouho před domestikací koně, pravděpodobně vlivem klimatu, topografie nebo jiných změn prostředí.
Několik následujících studií DNA přineslo částečně protichůdné výsledky. Molekulární analýza z roku 2009 s využitím starověké DNA získané z archeologických nalezišť umístila koně Převalského doprostřed mezi domestikované koně, ale analýza mitochondriální DNA z roku 2011 naznačila, že se koně Převalského a moderní domestikovaní koně rozešli asi před 160 tisíci lety. Analýza založená na sekvenování celého genomu a kalibrací s DNA ze starých koňských kostí poskytla datum divergence před 38 až 72 tisíci lety.
V červnu 2013 skupina výzkumníků oznámila, že se jim podařilo sekvenovat DNA koně starého 560 až 780 tisíc let, a to za použití materiálu extrahovaného z kosti nohy nalezené pohřbené v permafrostu. Tato noha byla objevena v Yukonu v Kanadě. Předtím byl nejstarší úspěšně sekvenovaný genom datován do doby před 110 až 130 tisíci lety. Pro srovnání vědci sekvenovali také genomy 43 tisíc let starého pleistocenního koně, koně Převalského, pěti moderních plemen koní a osla. Analýza rozdílů mezi těmito genomy ukázala, že poslední společný předek moderních koní, oslů a zeber existoval před 4 až 4,5 miliony let. Výsledky také naznačily, že se kůň Převalského od ostatních moderních typů koní oddělil před asi 43 tisíci let a nikdy ve své evoluční historii nebyl domestikován.
Nová analýza z roku 2018 zahrnovala genomové sekvenování starověké DNA domestikovaných koní botajské kultury z poloviny 4. tisíciletí př. n. l., stejně jako koní z novějších archeologických nalezišť. Tyto genomy byly porovnány s genomy moderních domestikovaných koní a koní Převalského. Studie odhalila, že koně Převalského nejenže patří do stejné genetické linie jako koně botajské kultury, ale jsou také zdivočelými potomky těchto starověkých koní, spíše než aby představovali přežívající populaci nikdy nedomestikovaných koní. Bylo zjištěno, že koně botajské kultury měli pouze zanedbatelný genetický přínos k ostatním studovaným starověkým nebo moderním koním, kteří tak museli vzniknout z nezávislé domestikace zahrnující jinou populaci divokých koní.
Karyotyp koně Převalského se liší od karyotypu domácích koní o jeden pár chromozomů. Ten má navíc v důsledku rozštěpení chromozomu 5 domestikovaného koně, čímž u koně Převalského vznikly chromozomy 23 a 24. Pro srovnání, chromozomální rozdíly mezi domácími koňmi a zebrami zahrnují četné translokace, fúze, inverze a změny polohy centromer. Díky tomu má kůň Převalského nejvyšší diploidní počet chromozomů mezi všemi druhy koní. Kůň Převalského se může křížit s domácím koněm a produkovat plodné potomstvo (které poté má 65 chromozomů).

### Vymírání v pleistocénu
Vykopávky v západní Kanadě odhalily jasné důkazy o existenci koní v Severní Americe až do doby před zhruba 12 tisíci lety. Všichni koňovití však v Severní Americe nakonec vyhynuli. Příčiny tohoto vyhynutí (současného s vyhynutím řady dalších zástupců americké megafauny) jsou předměte vědecké debaty. Vzhledem k náhlosti této události a vzhledem k tomu, že se těmto savcům dařilo po miliony let, muselo se stát něco zcela neobvyklého. První hypotéza připisuje vyhynutí změně klimatu. Například na Aljašce, přibližně pře 12500 lety, ustoupily trávy charakteristické pro stepní ekosystém keřovité tundře, která byla pokryta nechutnými rostlinami. Druhá hypotéza naznačuje, že vyhynutí bylo spojeno s nadměrným využíváním naivní kořisti nově příchozími lidmi, neboť zvířata nebyla zvyklá na jejich lovecké metody. Vyhynutí proběhlo zhruba současně s koncem nejnovějšího postupu ledovců a objevením kultury Clovis, jejíž příslušníci lovili velkou zvěř. Několik studií naznačilo, že lidé pravděpodobně dorazili na Aljašku před nebo krátce před místním vyhynutím koní. Také existuje hypotéza, že změna stepní vegetace na vegetaci tundry v Beringii mohla být spíše důsledkem vyhynutí zástupců spásající megafauny než jeho příčinou.
V Eurasii se fosilie koní začaly znovu často vyskytovat na archeologických nalezištích v Kazachstánu a na jižní Ukrajině asi před 6 tisíci lety. Od té doby se domestikovaní koně, stejně jako znalosti o odchytu, ochočení a chovu koní, pravděpodobně šířily relativně rychle, přičemž se cestou do nich dostávaly i divoké klisny z několika divokých populací.

### Návrat do Ameriky
Koně se do Ameriky vrátili až s Kryštofem Kolumbem v roce 1493. Jednalo se o iberské koně, kteří byli nejprve přivezeni na Hispaniolu a později do Panamy, Mexika, Brazílie, Peru, Argentiny a v roce 1538 na Floridu. Další objevitelé, jako Coronado a De Soto, přiváželi stále větší počet koní. Někteří pocházeli ze Španělska, další z chovných zařízení založených Španěly v Karibiku. Později, když byly na pevnině založeny španělské misie, se koně nakonec ztráceli nebo kradli a rozmnožovali se do velkých stád divokých koní, kteří jsou známí jako mustangové.

## Fotogalerie

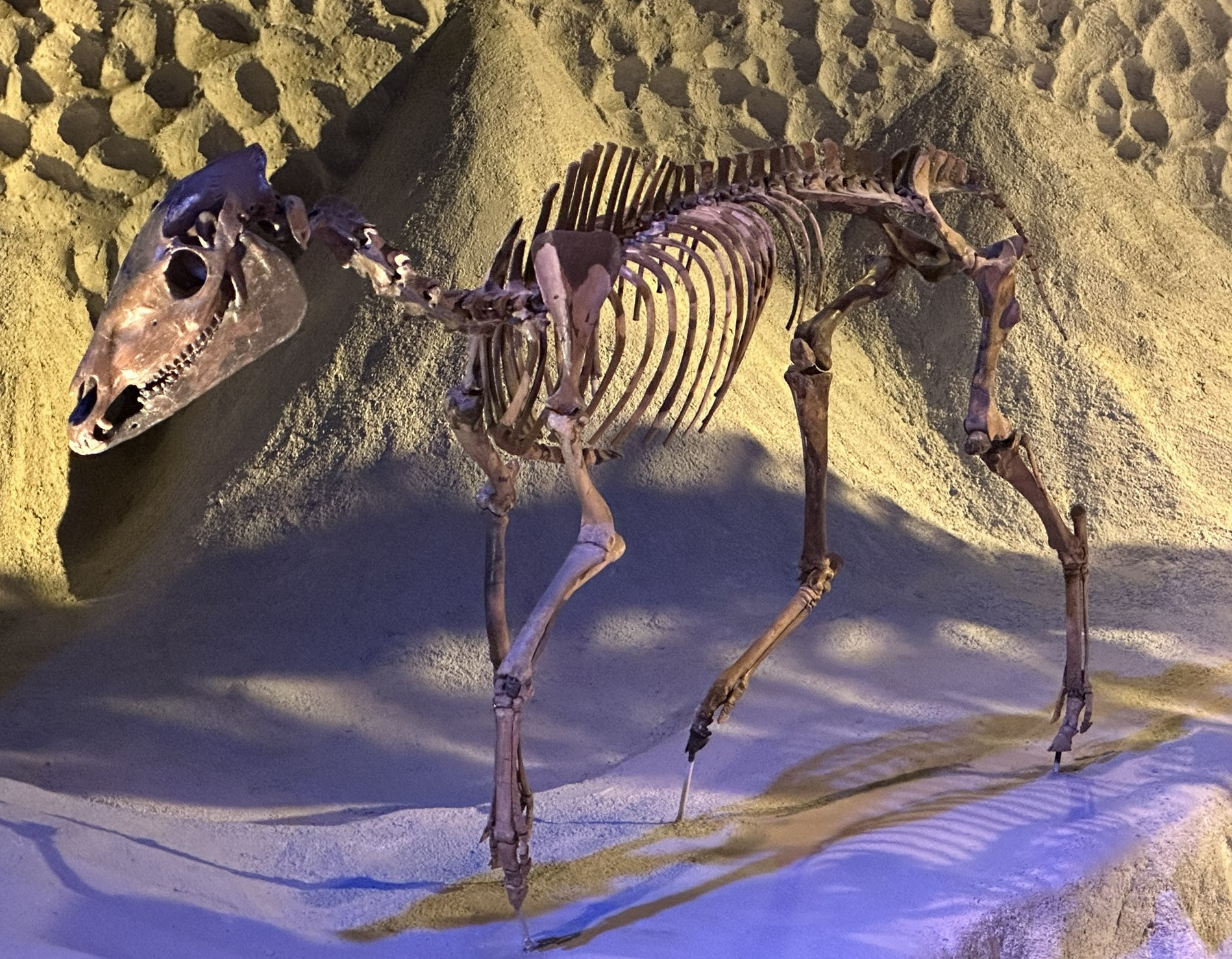
Parahippus leonensis
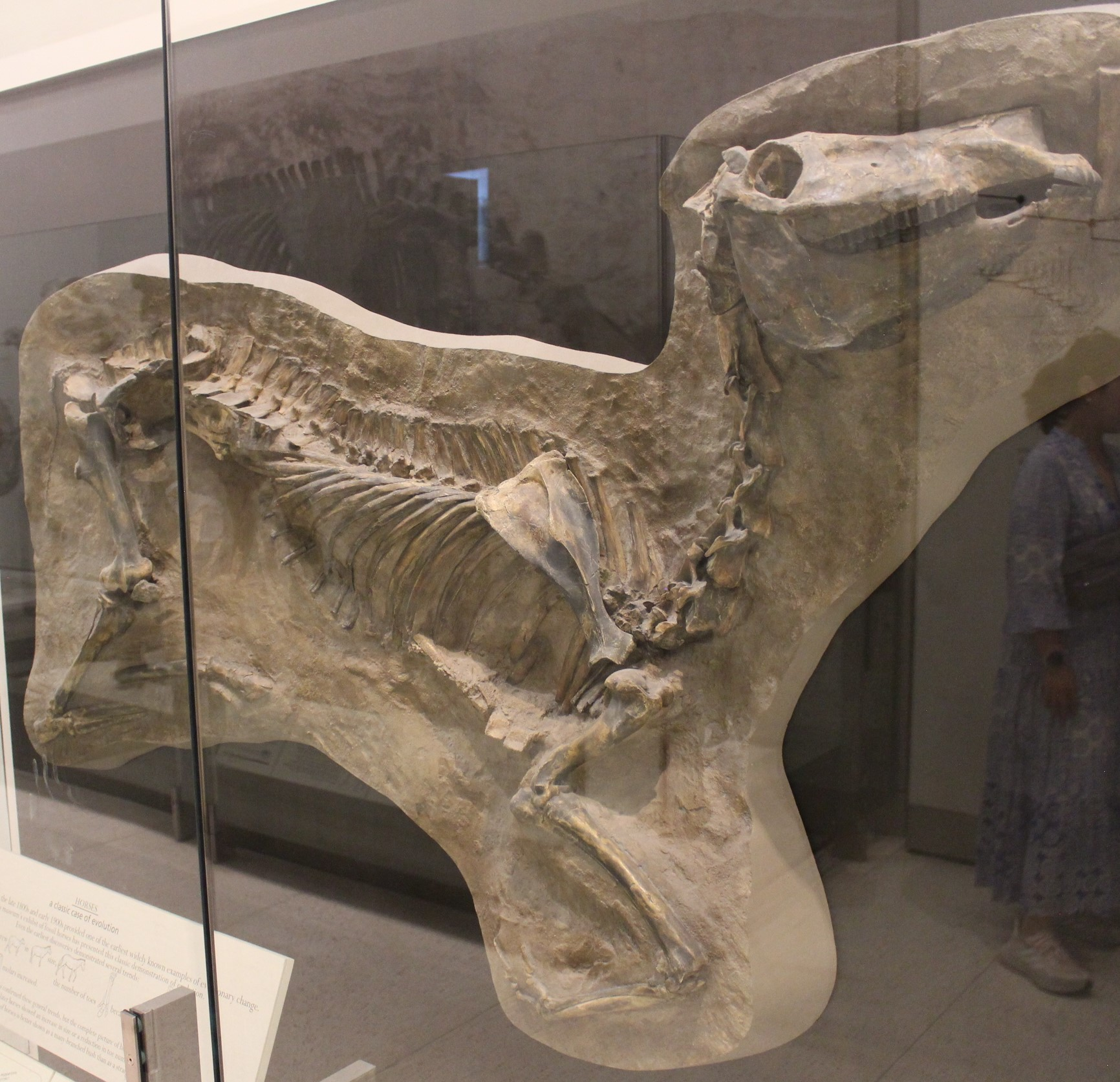
Protohippus simus
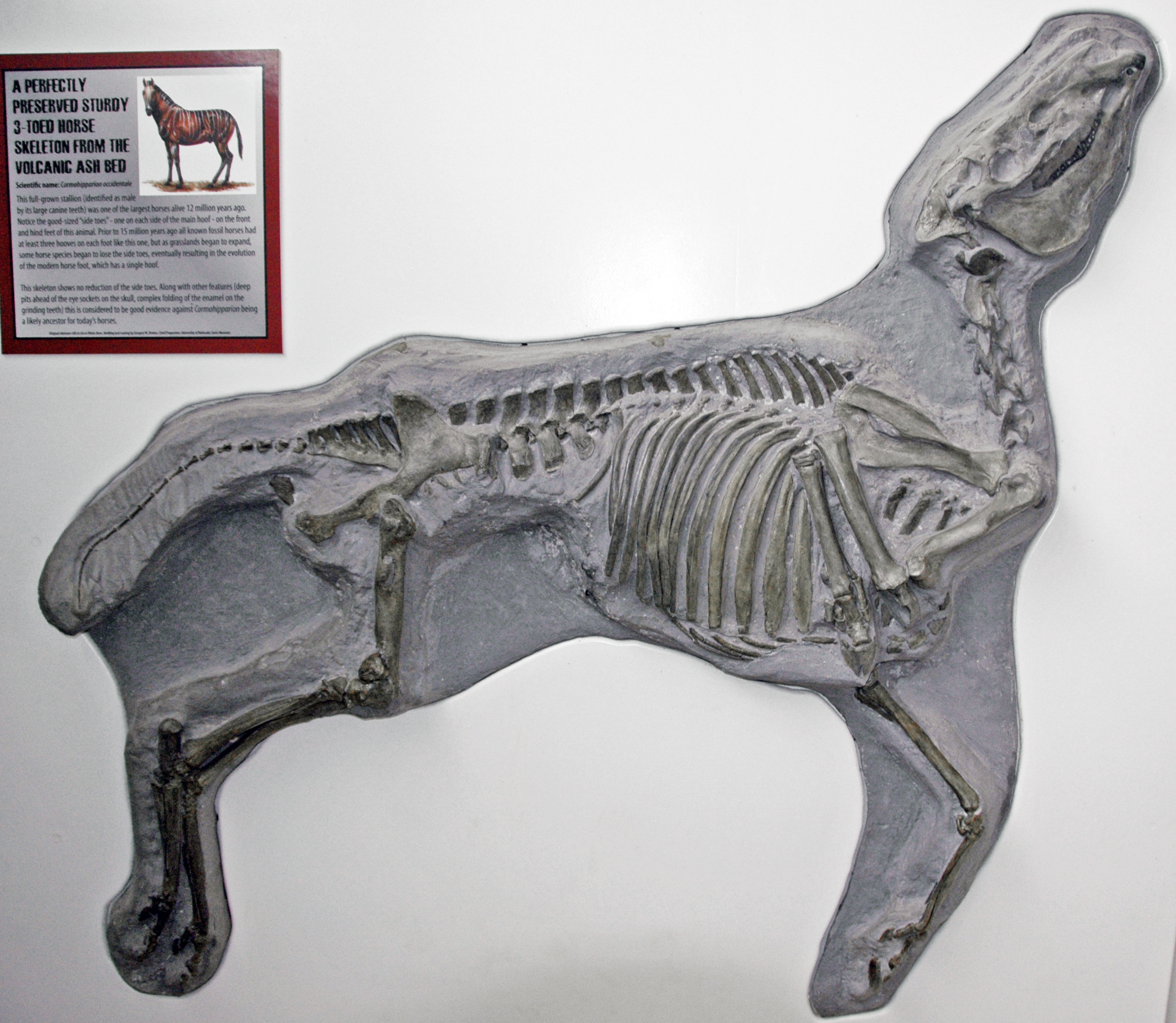
Cormohipparion
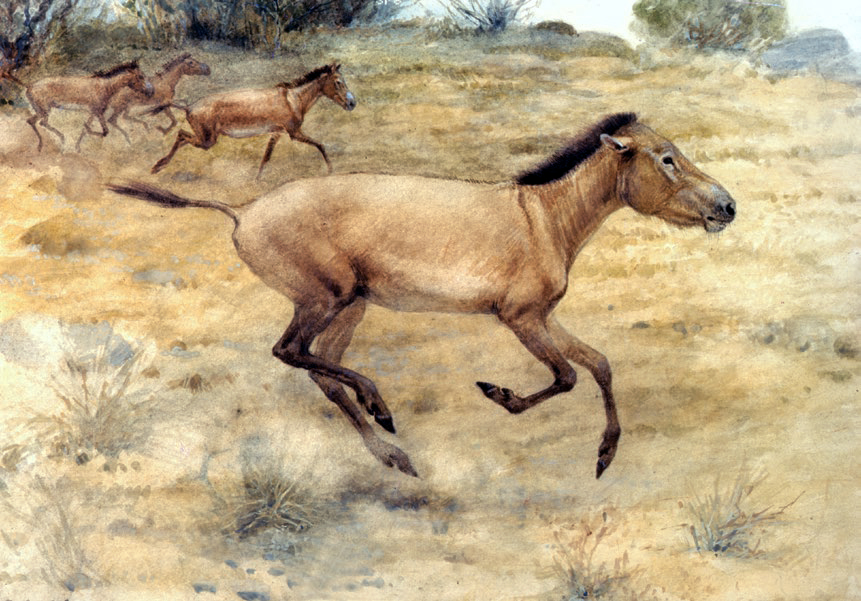
Neohipparion, rekonstrukce
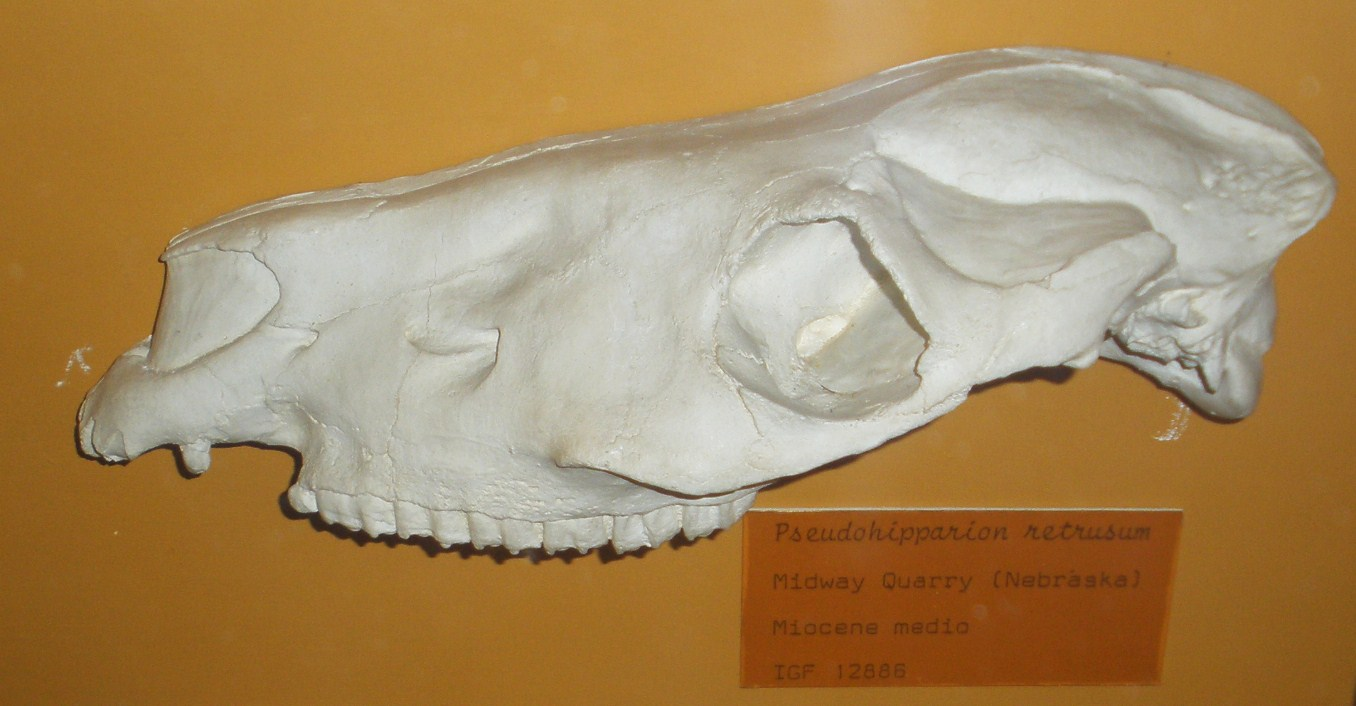
Pseudohipparion
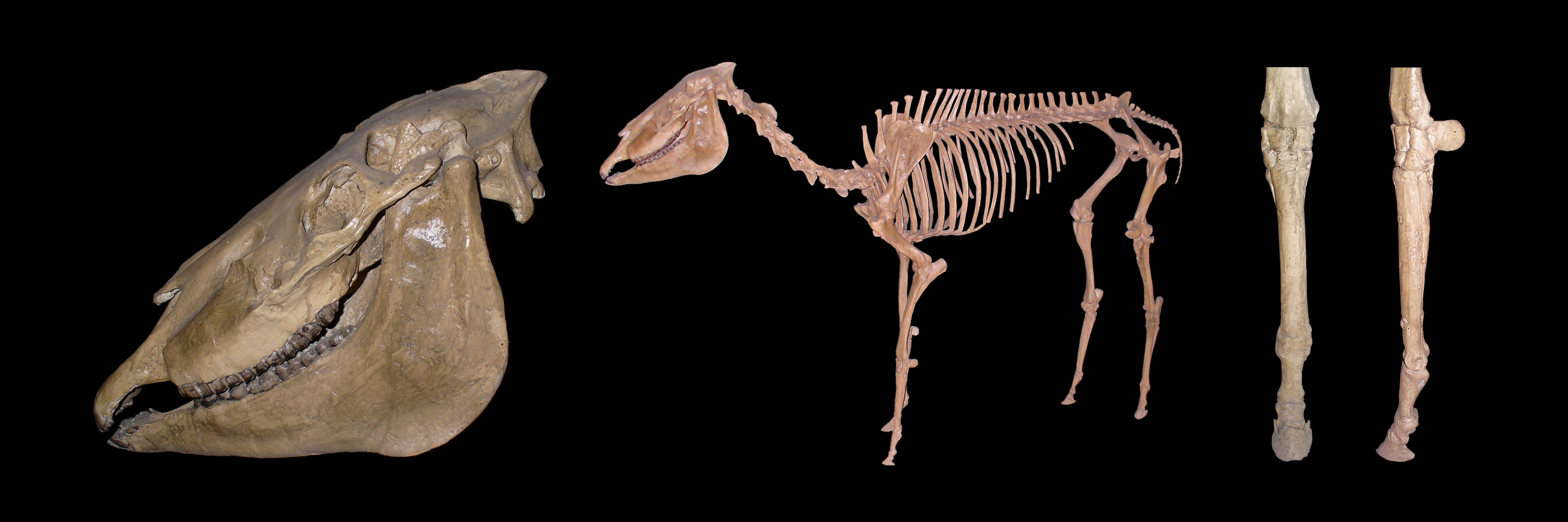
Pliohippus
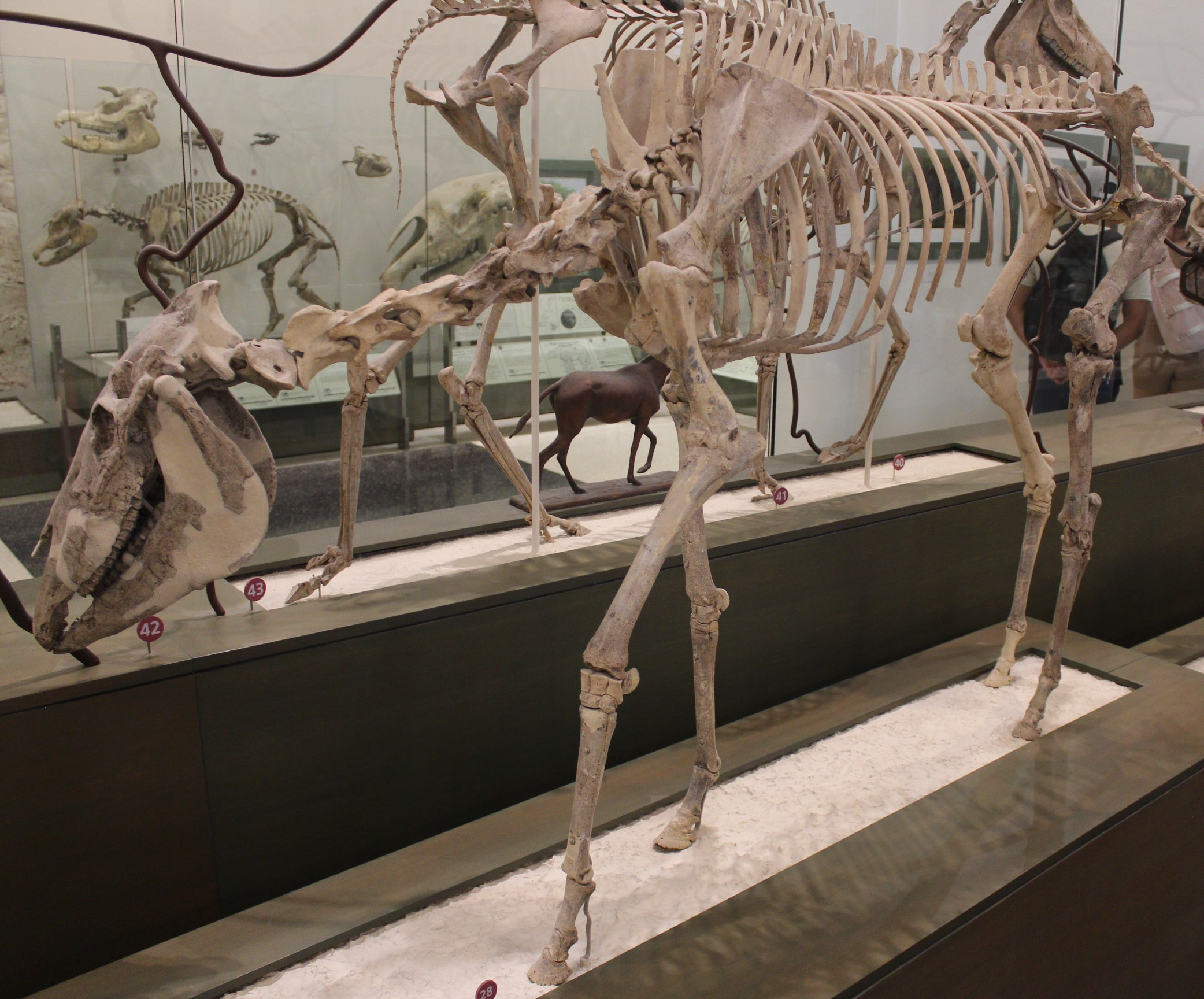
Dinohippus leidyanus